# ديلان بينيت
ديلان بينيت (بالهولندية: Dylan Bennett)‏ هو لاعب إسكواش هولندي، ولد في 17 سبتمبر 1984 في آيندهوفن في هولندا.

## وصلات خارجية
- ديلن بينيت على موقع SquashInfo.com (الإنجليزية)